# Mikwe Altenstadt (Hessen)

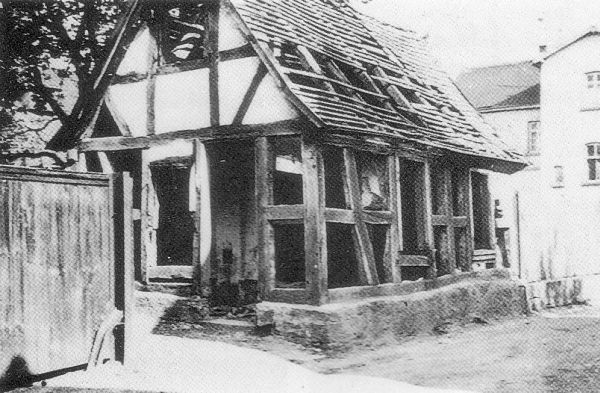
Mikwe in Altenstadt (vor dem Abriss 1939)

Die Mikwe in Altenstadt, einer Gemeinde im Wetteraukreis in Hessen, wurde 1838 errichtet und beim Novemberpogrom 1938 zerstört. Die Mikwe stand an der Straße Zum Bachstaden. Das kleine Fachwerkgebäude wurde bis in die 1930er Jahre als rituelles Bad genutzt. 
Die Mikwe in Altenstadt war äußerlich der Mikwe in Griedel sehr ähnlich. Bei beiden Anlagen lag das Tauchbecken unter der Erde und darüber war eine schlichte Fachwerkkonstruktion mit Satteldach auf verputztem Steinsockel.
Das Tauchbecken war nicht wie in Griedel mit Backsteinen verkleidet, sondern bestand aus einem Eichenholzbecken, das über vier Stufen erreicht wurde. Es wurde mit Grundwasser und über eine Rohrleitung mit Brunnenwasser gespeist. 